# District Harghita
Harghita (Hongaars: Hargita) is een Roemeens district (județ) in de historische regio Transsylvanië, met als hoofdstad Miercurea Ciuc (47.073 inwoners). De gangbare afkorting voor het district is HR. Harghita is het district met het hoogste aandeel etnische Hongaren in Roemenië en vormt de kern van het Szeklerland.

## Demografie
Volgens de volkstelling van 2021 (uitgevoerd in 2022 vanwege Corona) is het aantal inwoners 291 950.
- 232.157 Hongaren (85,66%)
- 33.634 Roemenen
- 4.928 Roma (Zigeuners)

In het jaar 2011 had Harghita 310.867 inwoners en een bevolkingsdichtheid van 52 inwoners per km².

### Bevolkingsgroepen

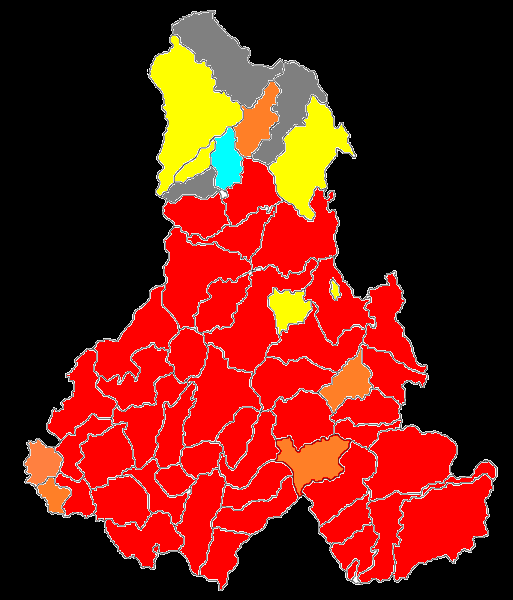
De Hongaren in het District Harghita tijdens de volkstelling van 2011. Rood = Aandeel Hongaren boven 80%, Oranje = Hongaarse meerderheid tussen 50 - 79%, Geel = Hongaarse minderheid boven 20%, Blauw = Hongaarse minderheid tussen 10 - 20%, Grijs = Hongaarse minderheid onder de 10%.

Net zoals in het district Covasna, zijn de Hongaren (in dit geval de Szeklers) een grote meerderheid in Harghita.
Hier de percentages in 2011:
- Hongaren 276.106 - 84.6%,
- Roemenen 39.196 - 14,1%
- Roma's 1,2%

### Religies
- Rooms-katholiek (65%)
- Orthodox (13%)
- Gereformeerd (13%)
- Overige religies (9%)

Opvallend is dat Orthodox geen meerderheid heeft, dat komt doordat de Hongaren vooral Rooms-katholiek en Gereformeerd zijn.

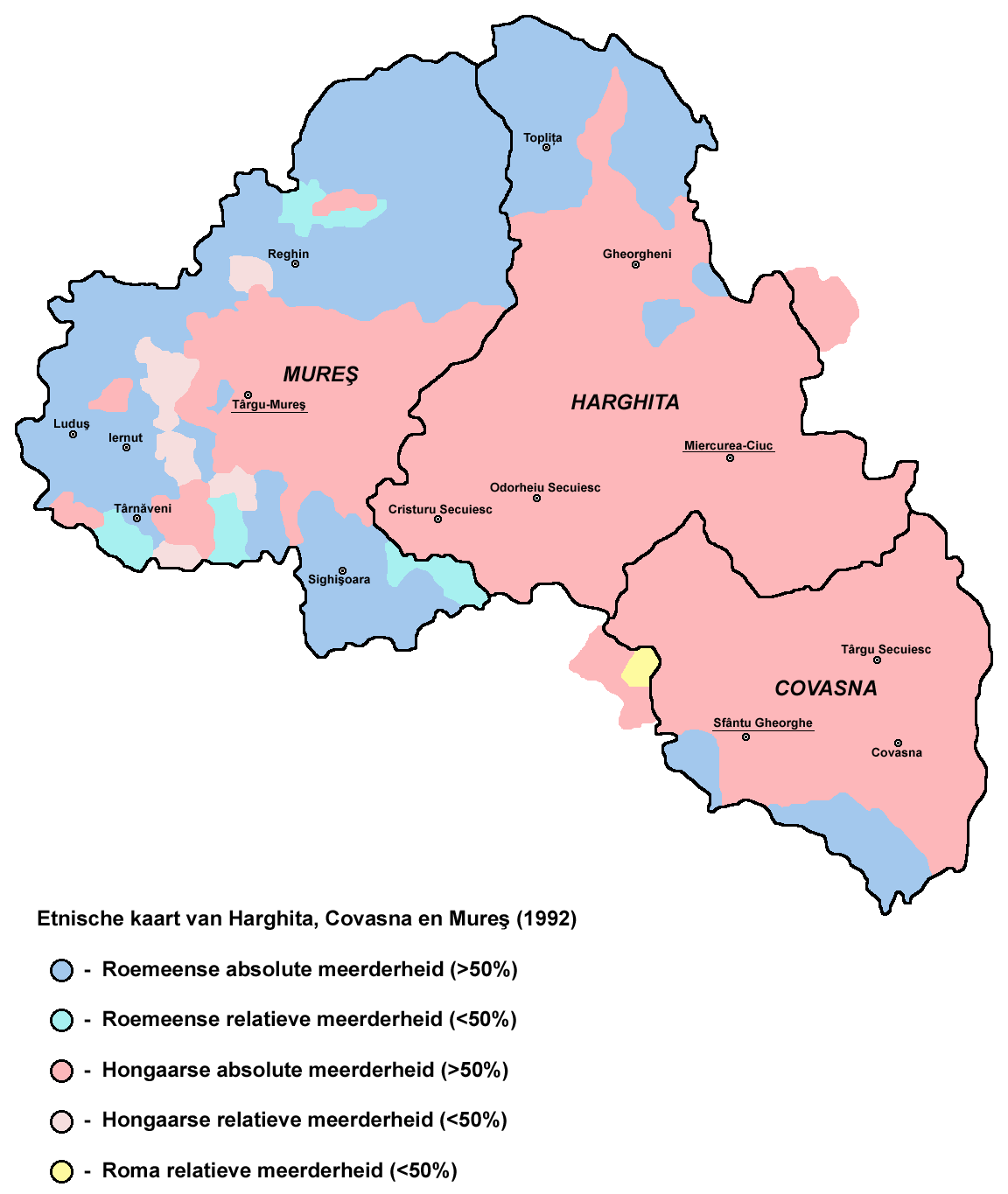
Etnische kaart van District Harghita (1992)
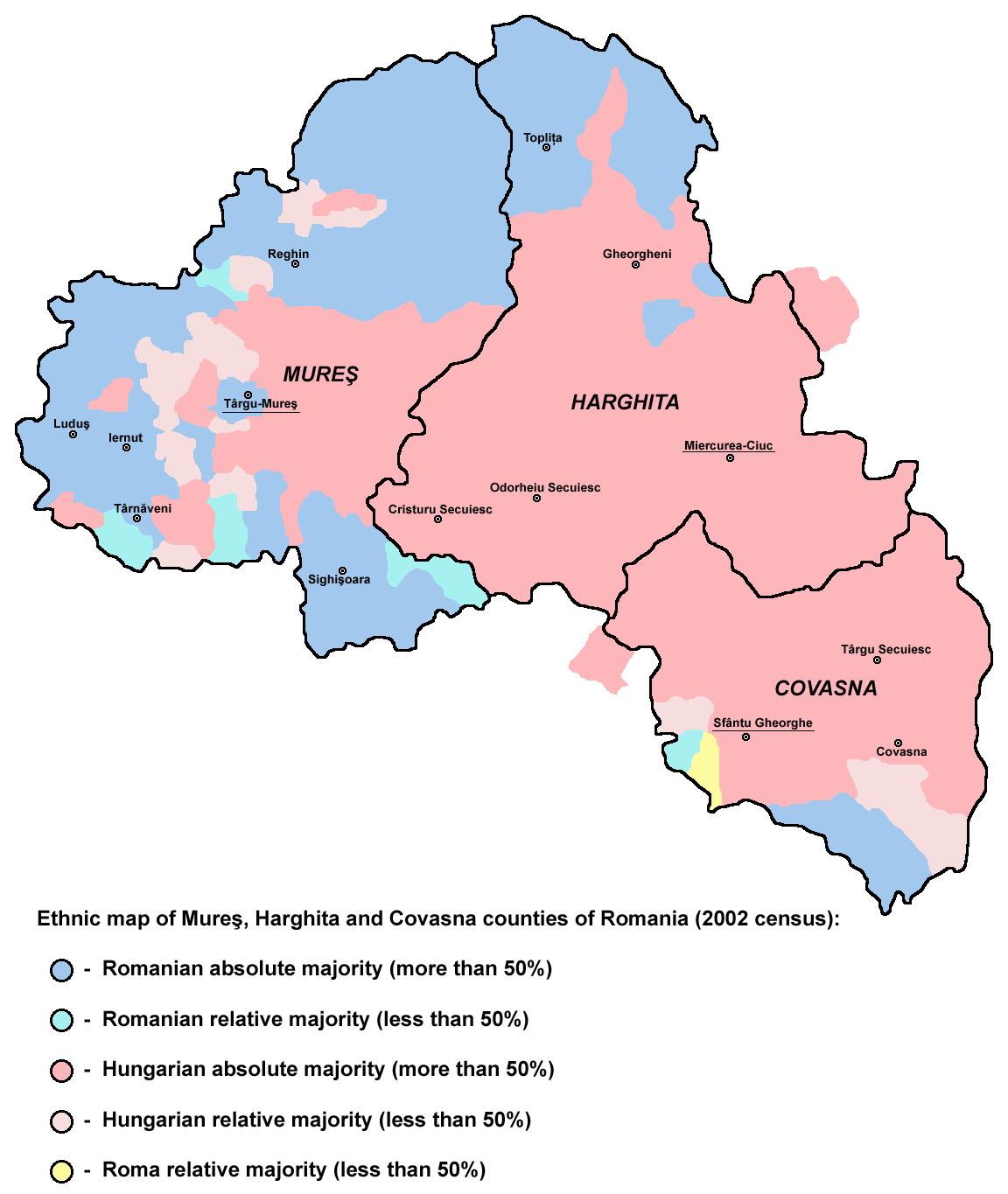
Etnische kaart van District Harghita (2002)

## Geografie
Het district heeft een oppervlakte van 6639 km². 
Er zijn drie historische streken in het district met een Hongaarse bevolking:
- Csíkszék
- Udvarhelyszék
- Gyergyószék

Buiten deze drie streken is een noordelijk gebied toegevoegd aan het district met vooral een Roemeense bevolking.

## Aangrenzende districten
- Suceava in het noorden
- Mureș in het westen
- Neamț in het noordoosten
- Bacǎu in het zuidoosten
- Covasna in het zuiden
- Brașov in het zuidwesten

## Steden
- Miercurea-Ciuc
- Odorheiu Secuiesc
- Gheorgheni
- Toplița
- Cristuru Secuiesc
- Bălan
- Vlăhița
- Borsec
- Băile Tușnad